# Lil Pump (álbum)
«Lil Pump» es el álbum de estudio debut del trapero estadounidense Lil Pump. Fue lanzado el 6 de octubre de 2017 por Tha Lights Global y Warner Records El álbum presenta apariciones como invitado del colaborador frecuente Smokepurpp, junto con Lil Yachty, Chief Keef, Gucci Mane, 2 Chainz y Rick Ross. También presenta producción de Bighead, Ronny J, Mr. 2-17 y CBMix, entre otros. Fue apoyado por cinco singles: "Boss", "Flex Like Ouu", "Molly", "D Rose" y "Gucci Gang".
El álbum debutó en el número tres en el Billboard 200 con ventas en la primera semana de 45,000 unidades equivalentes de álbum. Fue certificado oro por la Asociación de la industria de grabación de América (RIAA).

## Antecedentes y el lanzamiento
Lil Pump anunció por primera vez el álbum el 20 de mayo de 2017 a través de Twitter. Afirmó que el proyecto iba a ser lanzado en agosto de ese año, sin embargo, no cumplió con la fecha de vencimiento prevista. Mientras los fanáticos esperaban el proyecto, lanzó «Gucci Gang» como el siguiente sencillo. Un mes después, Lil Pump anunció que el álbum se había completado junto con la fecha de lanzamiento y el arte de la portada varios días después.

## Críticas
XXL calificó el álbum como 'L' y lo elogió como "un proyecto que confirma la llegada de su creador y su lugar como uno de los hombres principales en la escena del rap de SoundCloud". Evaluó a Lil Pump como un "polímero capaz, aunque repetitivo, que compensa lo que le falta en términos de profundidad, estructura y variedad con una pasión desenfrenada, refranes pegadizos y un oído para una producción atractiva".
Evan Rytlewski, de Pitchfork, dio al álbum 6.9/10, escribiendo que Lil Pump sonaba "completamente, de una manera cautivadora" a lo largo del disco y llamaba a cada canción "fuerte, hiperactiva y pegadiza".

## Desempeño comercial
El álbum debutó en el número tres en el Billboard 200 con ventas en la primera semana de 45,000 unidades equivalentes de álbum. El 21 de junio de 2018, el álbum recibió la certificación Gold de la Recording Industry Association of America (RIAA) por unidades de ventas combinadas equivalentes a más de medio millón de unidades en los Estados Unidos.

## Lista de canciones
1- What U Sayin' (con Smokepurpp)
2- Gucci Gang
3- Smoke My Dope (con Smokepurpp)
4- Crazy
5- Back (con Lil Yachty)
6- D Rose
7- At The Door
8- Youngest Flexer (con Gucci Mane)
9- Foreign
10- Whitney (con Chief Keef)
11- Molly 
12- Iced Out (con 2 Chainz) 
13- Boss
14- Flex Like Ouu 
15- Pinky Ring (con Smokepurpp y Rick Ross) 

## Personal
Créditos adaptados de Tidal.
Intérpretes
- Lil Pump - artista principal
- Smokepurpp - artista destacado (pistas 1, 3, 15)
- Lil Yachty - artista destacado (pista 5)
- Gucci Mane - artista destacado (pista 8)
- Chief Keef - artista destacado (pista 10)
- 2 Chainz - artista destacado (pista 12)
- Rick Ross - artista destacado (pista 15)

Técnico
- Christopher Barnett - ingeniería de mezclas (todas las pistas)
- Josh Goldenberg - registro de ingeniería (pista 2)

Producción
- Faded Blackid - producción (track 1)
- Trapphones - coproducción (track 1)
- Cabecera - producción (pistas 2, 4, 7, 8, 10, 11)
- Gnealz - producción (track 2)
- Ronny J - producción (pistas 3, 11, 14)
- Sr. 2-17 - producción (pistas 5, 12)
- Terrotuga - producción (track 6)
- CBMix - producción (track 7)
- TM88 - producción (track 9)
- Captain Crunch - coproducción (track 10)
- Diablo - producción (track 13)
- Danny Wolf - producción (track 14)
- Frank Dukes - coproducción (track 14)
- Illa da Producer - producción (track 15)

## Certificaciones
| País           | Organismo certificador | Certificación | Ventas certificadas |
| -------------- | ---------------------- | ------------- | ------------------- |
| Canadá         | Music Canada           | Oro           | 40 000              |
| Francia        | SNEP                   | Oro           | 50 000              |
| Estados Unidos | RIAA                   | 2× Platino    | 2 000 000           |